# Cutremure în 2012
Aceasta este o listă de cutremure înregistrate de-a lungul anului 2012. Lista cuprinde doar cutremure cu magnitudine mai mare de 6 grade pe scara Richter, exceptând cazurile în care evenimentele seismice se soldează cu pierderi de vieți omenești sau pagube materiale însemnate.

## Ianuarie
- Un cutremur cu magnitudinea 7,0 pe scara Richter a zguduit Insulele Izu, Japonia, pe 1 ianuarie, la o adâncime de 365 km.
- Un cutremur cu magnitudinea 4,6 pe scara Richter a zguduit Republica Dominicană, pe 5 ianuarie, la o adâncime de 61 km. Un om a murit de atac de cord, trei școli, trei spitale și mai mult de 10 case au fost avariate în sud-vestul țării.
- Un cutremur cu magnitudinea 6,6 pe scara Richter a zguduit Insulele Santa Cruz, pe 9 ianuarie, la o adâncime de 30 km.
- Un cutremur cu magnitudinea 7,2 pe scara Richter a zguduit coasta de vest a insulei Sumatra, Indonezia, pe 10 ianuarie, la o adâncime de 10 km.
- Un cutremur cu magnitudinea 6,6 pe scara Richter a zguduit Insulele Shetland de Sud, Antarctica, pe 15 ianuarie, la o adâncime de 2 km.
- Un cutremur cu magnitudinea 6,0 pe scara Richter a zguduit Insula de Sud, Noua Zeelandă, pe 19 ianuarie, la o adâncime de 10 km.
- Un cutremur cu magnitudinea 5,3 pe scara Richter a zguduit Provincia Razavi Khorasan, Iran, pe 19 ianuarie, la o adâncime de 10 km. Potrivit autorităților, cel puțin 238 de oameni au fost răniți.
- Un cutremur cu magnitudinea 6,3 pe scara Richter a zguduit statul Chiapas, Mexic, pe 21 ianuarie, la o adâncime de 68 km.
- Un cutremur cu magnitudinea 6,0 pe scara Richter a zguduit Insulele Sandwich de Sud, pe 22 ianuarie, la o adâncime de 33 km.
- Un cutremur cu magnitudinea 6,2 pe scara Richter a zguduit Regiunea Biobío, Chile, pe 23 ianuarie, la o adâncime de 10 km.
- Un cutremur cu magnitudinea 6,4 pe scara Richter a zguduit Insulele Fiji, pe 24 ianuarie, la o adâncime de 584 km.
- Un cutremur cu magnitudinea 6,3 pe scara Richter a zguduit Regiunea Ica, Peru, pe 30 ianuarie, la o adâncime de 38 km.

## Februarie
- Un cutremur cu magnitudinea 7,1 pe scara Richter a zguduit Vanuatu, pe 2 februarie, la o adâncime de 10 km.
- Un cutremur cu magnitudinea 6,0 pe scara Richter a zguduit Vanuatu, pe 3 februarie, la o adâncime de 30 km.
- Un cutremur cu magnitudinea 6,1 pe scara Richter a zguduit Vanuatu, pe 5 februarie, la o adâncime de 162 km.
- Un cutremur cu magnitudinea 6,1 pe scara Richter a zguduit Vanuatu, pe 5 februarie, la o adâncime de 10 km.
- Un cutremur cu magnitudinea 6,7 pe scara Richter a zguduit Provincia Negros Oriental, Filipine, pe 6 februarie, la o adâncime de 40 km. Cel puțin 108 oameni au murit, iar alți 54 au fost răniți după ce mai multe alunecări de teren au îngropat sute de case în orașul La Libertad.
- Un cutremur cu magnitudinea 6,1 pe scara Richter a zguduit Provincia Negros Oriental, Filipine, pe 6 februarie, la o adâncime de 50 km.
- Un cutremur cu magnitudinea 6,0 pe scara Richter a zguduit Insulele Fiji, pe 10 februarie, la o adâncime de 570 km.
- Un cutremur cu magnitudinea 6,4 pe scara Richter a zguduit Insulele Solomon, pe 14 februarie, la o adâncime de 60 km.
- Un cutremur cu magnitudinea 6,0 pe scara Richter a zguduit Insulele Fiji, pe 26 februarie, la o adâncime de 46 km.
- Un cutremur cu magnitudinea 6,6 pe scara Richter a zguduit Siberia de Sud-Vest, pe 26 februarie, la o adâncime de 10 km.
- Un cutremur cu magnitudinea 5,2 pe scara Richter a zguduit Provincia Kerman, Iran, pe 27 februarie, la o adâncime de 10 km. Potrivit autorităților, cel puțin șase oameni au fost răniți și câteva clădiri avariate în zona Ravar.

## Martie
- Un cutremur cu magnitudinea 6,6 pe scara Richter a zguduit Insulele Loialității, pe 3 martie, la o adâncime de 10 km.
- Un cutremur cu magnitudinea 6,1 pe scara Richter a zguduit Provincia Santiago del Estero, Argentina, pe 5 martie, la o adâncime de 540 km.
- Un cutremur cu magnitudinea 5,4 pe scara Richter a zguduit Regiunea Masbate, Filipine, pe 5 martie, la o adâncime de 3 km. Potrivit autorităților, zece oameni au fost răniți.
- Un cutremur cu magnitudinea 6,7 pe scara Richter a zguduit Vanuatu, pe 9 martie, la o adâncime de 29 km.
- Un cutremur cu magnitudinea 6,9 pe scara Richter a zguduit coasta de est a insulei Honshu, Japonia, pe 14 martie, la o adâncime de 10 km.
- Un cutremur cu magnitudinea 6,0 pe scara Richter a zguduit coasta de est a insulei Honshu, Japonia, pe 14 martie, la o adâncime de 10 km.
- Un cutremur cu magnitudinea 6,0 pe scara Richter a zguduit Prefectura Chiba, Japonia, pe 14 martie, la o adâncime de 10 km. O persoană a murit, iar alta a fost rănită.
- Un cutremur cu magnitudinea 6,2 pe scara Richter a zguduit Insula Noua Britanie, Papua Noua Guinee, pe 14 martie, la o adâncime de 46 km.
- Un cutremur cu magnitudinea 5,8 pe scara Richter a zguduit Regiunea Leyte, Filipine, pe 16 martie, la o adâncime de 23 km. Potrivit autorităților, 55 de oameni au fost răniți.
- Un cutremur cu magnitudinea 6,1 pe scara Richter a zguduit Provincia Papua, Indonezia, pe 20 martie, la o adâncime de 72 km.
- Un cutremur cu magnitudinea 7,4 pe scara Richter a zguduit statul Guerrero, Mexic, pe 20 martie, la o adâncime de 19 km. Două persoane au fost ucise și peste 30.000 de case au fost avariate sau distruse.
- Un cutremur cu magnitudinea 6,6 pe scara Richter a zguduit Insula Noua Guinee, pe 21 martie, la o adâncime de 122 km.
- Un cutremur cu magnitudinea 7,1 pe scara Richter a zguduit Regiunea Maule, pe 25 martie, la o adâncime de 1 km. O persoană a murit din cauza unui atac de cord la Parral, cel puțin 11 de persoane au fost rănite în Santiago și trei în Regiunea Biobío.
- Un cutremur cu magnitudinea 6,0 pe scara Richter a zguduit Dorsala Pacificului de Est, pe 26 martie, la o adâncime de 10 km.
- Un cutremur cu magnitudinea 6,0 pe scara Richter a zguduit Prefectura Chiba, Japonia, pe 27 martie, la o adâncime de 10 km.

## Aprilie
- Un cutremur cu magnitudinea 6,0 pe scara Richter a zguduit statul Guerrero, Mexic, pe 2 aprilie, la o adâncime de 10 km.
- Un cutremur cu magnitudinea 6,1 pe scara Richter a zguduit Provincia Noua Irlandă, Papua Noua Guinee, pe 6 aprilie, la o adâncime de 100 km.
- Un cutremur cu magnitudinea 8,6 pe scara Richter a zguduit coasta de vest a insulei Sumatra, Indonezia, pe 11 aprilie, la o adâncime de 23 km. Cel puțin două persoane au fost ucise, iar alte opt au murit de atac de cord.
- Un cutremur cu magnitudinea 6,3 pe scara Richter a zguduit nordul Oceanului Indian, pe 11 aprilie, la o adâncime de 10 km.
- Un cutremur cu magnitudinea 8,2 pe scara Richter a zguduit coasta de vest a insulei Sumatra, Indonezia, pe 11 aprilie, la o adâncime de 16 km.
- Un cutremur cu magnitudinea 6,0 pe scara Richter a zguduit coasta statului Oregon, SUA, pe 11 aprilie, la o adâncime de 20 km.
- Un cutremur cu magnitudinea 6,7 pe scara Richter a zguduit statul Michoacán, Mexic, pe 11 aprilie, la o adâncime de 20 km.
- Un cutremur cu magnitudinea 6,0 pe scara Richter a zguduit Golful California, pe 12 aprilie, la o adâncime de 10 km.
- Un cutremur cu magnitudinea 7,0 pe scara Richter a zguduit Golful California, pe 12 aprilie, la o adâncime de 10 km.
- Un cutremur cu magnitudinea 6,2 pe scara Richter a zguduit Strâmtoarea Drake, pe 14 aprilie, la o adâncime de 10 km.
- Un cutremur cu magnitudinea 6,3 pe scara Richter a zguduit Vanuatu, pe 14 aprilie, la o adâncime de 3 km.
- Un cutremur cu magnitudinea 6,2 pe scara Richter a zguduit coasta de vest a insulei Sumatra, Indonezia, pe 15 aprilie, la o adâncime de 10 km.
- Un cutremur cu magnitudinea 6,7 pe scara Richter a zguduit Regiunea Valparaíso, Chile, pe 17 aprilie, la o adâncime de 30 km.
- Un cutremur cu magnitudinea 6,8 pe scara Richter a zguduit Papua Noua Guinee, pe 17 aprilie, la o adâncime de 211 km.
- Un cutremur cu magnitudinea 6,2 pe scara Richter a zguduit Insulele Sandwich de Sud, pe 17 aprilie, la o adâncime de 2 km.
- Un cutremur cu magnitudinea 6,6 pe scara Richter a zguduit coasta de nord a provinciei Papua, Indonezia, pe 21 aprilie, la o adâncime de 10 km.
- Un cutremur cu magnitudinea 6,0 pe scara Richter a zguduit coasta de nord a provinciei Papua, Indonezia, pe 21 aprilie, la o adâncime de 10 km.
- Un cutremur cu magnitudinea 6,0 pe scara Richter a zguduit Insulele Kermadec, pe 23 aprilie, la o adâncime de 113 km.
- Un cutremur cu magnitudinea 6,6 pe scara Richter a zguduit Tonga, pe 28 aprilie, la o adâncime de 100 km.

## Mai
- Un cutremur cu magnitudinea 6,0 pe scara Richter a zguduit statul Chiapas, Mexic, pe 1 mai, la o adâncime de 60 km.
- Un cutremur cu magnitudinea 5,6 pe scara Richter a zguduit Azerbaidjan, pe 7 mai, la o adâncime de 10 km. Aproximativ 50 de persoane au fost rănite, iar cel puțin 3,100 de clădiri au fost distruse sau avariate în zona Balakən-Qax-Zaqatala în urma seismului și replicilor sale.
- Un cutremur cu magnitudinea 5,4 pe scara Richter a zguduit statul Assam, India, pe 11 mai, la o adâncime de 10 km. Două persoane au fost rănite de prăbușirea unui zid în Kamrup și mai multe clădiri au fost distruse în zona Guwahati.
- Un cutremur cu magnitudinea 5,7 pe scara Richter a zguduit Tadjikistan, pe 12 mai, la o adâncime de 4 km. Cel puțin trei persoane au fost ucise, multe clădiri distruse și câteva vite ucise în zona epicentrală.
- Un cutremur cu magnitudinea 6,2 pe scara Richter a zguduit Regiunea Tarapacá, Chile, pe 14 mai, la o adâncime de 104 km.
- Un cutremur cu magnitudinea 6,4 pe scara Richter a zguduit Regiunea Aysén, Chile, pe 18 mai, la o adâncime de 10 km.
- Un cutremur cu magnitudinea 6,1 pe scara Richter a zguduit Regiunea Emilia-Romagna, Italia, pe 20 mai, la o adâncime de 10 km. Cel puțin șapte persoane au fost ucise (4 direct, 3 atacuri de cord), 50 rănite și multe clădiri avariate în zona Mirandola-Sant'Agostino.
- Un cutremur cu magnitudinea 6,0 pe scara Richter a zguduit coasta de est a insulei Honshu, Japonia, pe 20 mai, la o adâncime de 10 km.
- Un cutremur cu magnitudinea 6,3 pe scara Richter a zguduit coasta de est a insulei Honshu, Japonia, pe 20 mai, la o adâncime de 40 km.
- Un cutremur cu magnitudinea 5,6 pe scara Richter a zguduit Regiunea Pernik, Bulgaria, pe 22 mai, la o adâncime de 10 km. O femeie de 59 de ani din Kiustendil a murit din cauza unui atac de cord.
- Un cutremur cu magnitudinea 6,0 pe scara Richter a zguduit insula Hokkaido, Japonia, pe 23 mai, la o adâncime de 60 km.
- Un cutremur cu magnitudinea 6,0 pe scara Richter a zguduit partea vestică a Dorsalei Indiano-Antarctice, pe 23 mai, la o adâncime de 10 km.
- Un cutremur cu magnitudinea 6,2 pe scara Richter a zguduit Marea Groenlandei, pe 24 mai, la o adâncime de 4 km.
- Un cutremur cu magnitudinea 6,0 pe scara Richter a zguduit Insulele Bonin, Japonia, pe 26 mai, la o adâncime de 471 km.
- Un cutremur cu magnitudinea 6,7 pe scara Richter a zguduit Provincia Santiago del Estero, Argentina, pe 28 mai, la o adâncime de 593 km.
- Un cutremur cu magnitudinea 5,8 pe scara Richter a zguduit Regiunea Emilia-Romagna, Italia, pe 29 mai, la o adâncime de 5 km. Cel puțin 17 persoane au fost ucise, 350 rănite și multe clădiri distruse sau avariate în zona Cavezzo-Medolla-Mirandola.

## Iunie
- Un cutremur cu magnitudinea 6,0 pe scara Richter a zguduit Provincia Salta, Argentina, pe 2 iunie, la o adâncime de 513 km.
- Un cutremur cu magnitudinea 6,2 pe scara Richter a zguduit Panama, pe 4 iunie, la o adâncime de 1 km.
- Un cutremur cu magnitudinea 6,2 pe scara Richter a zguduit Panama, pe 4 iunie, la o adâncime de 2 km.
- Un cutremur cu magnitudinea 5,8 pe scara Richter a zguduit insula Java, Indonezia, pe 4 iunie, la o adâncime de 80 km. Doi oameni au fost răniți în Jakarta.
- Un cutremur cu magnitudinea 6,1 pe scara Richter a zguduit coasta de est a insulei Honshu, Japonia, pe 5 iunie, la o adâncime de 10 km.
- Un cutremur cu magnitudinea 6,1 pe scara Richter a zguduit Regiunea Arequipa, Peru, pe 7 iunie, la o adâncime de 114 km.
- Un cutremur cu magnitudinea 5,9 pe scara Richter a zguduit Arhipelagul Dodecanez, Grecia, pe 10 iunie, la o adâncime de 30 km. Cel puțin șase persoane au fost rănite și mai multe clădiri avariate în Mugla, Turcia.
- Un cutremur cu magnitudinea 5,7 pe scara Richter a zguduit Provincia Baghlan, Afghanistan, pe 11 iunie, la o adâncime de 30 km. Seismul a generat mai multe alunecări de teren care au îngropat orașul Sayi Hazara, omorând cel puțin 71 de persoane.
- Un cutremur cu magnitudinea 5,3 pe scara Richter a zguduit Provincia Șırnak, Turcia, pe 14 iunie, la o adâncime de 10 km. Cel puțin 23 de persoane au fost ușor rănite și 25 de clădiri avariate în provincie.
- Un cutremur cu magnitudinea 6,4 pe scara Richter a zguduit coasta de est a insulei Honshu, Japonia, pe 17 iunie, la o adâncime de 60 km.
- Un cutremur cu magnitudinea 6,0 pe scara Richter a zguduit Insulele Aleutine, Alaska, pe 19 iunie, la o adâncime de 10 km.
- Un cutremur cu magnitudinea 6,1 pe scara Richter a zguduit nordul insulei Sumatra, Indonezia, pe 23 iunie, la o adâncime de 93 km.
- Un cutremur cu magnitudinea 6,1 pe scara Richter a zguduit coasta de est a Peninsulei Kamceatka, Rusia, pe 24 iunie, la o adâncime de 10 km.
- Un cutremur cu magnitudinea 5,6 pe scara Richter a zguduit Provincia Sichuan, China, pe 24 iunie, la o adâncime de 10 km. Patru persoane au fost ucise și cel puțin 394 rănite în zona Lijiang-Yanyuan.
- Un cutremur cu magnitudinea 6,3 pe scara Richter a zguduit nordul Provinciei Xinjiang, China, pe 29 iunie, la o adâncime de 2 km. Cel puțin 52 de persoane au fost rănite și 2.217 de vite ucise în Xinyuan. Seismul a provocat daune materiale de aproximativ 68 milioane de dolari.

## Iulie
- Un cutremur cu magnitudinea 6,2 pe scara Richter a zguduit Strâmtoarea Cook, pe 3 iulie, la o adâncime de 220 km.
- Un cutremur cu magnitudinea 6,3 pe scara Richter a zguduit Vanuatu, pe 6 iulie, la o adâncime de 157 km.
- Un cutremur cu magnitudinea 6,0 pe scara Richter a zguduit Insulele Kurile, pe 8 iulie, la o adâncime de 10 km.
- Un cutremur cu magnitudinea 6,0 pe scara Richter a zguduit Insulele Kurile, pe 20 iulie, la o adâncime de 20 km.
- Un cutremur cu magnitudinea 5,0 pe scara Richter a zguduit Provincia Jiangsu, China, pe 20 iulie, la o adâncime de 10 km. O persoană a fost ucisă, iar alte două rănite în Yangzhou.
- Un cutremur cu magnitudinea 6,4 pe scara Richter a zguduit Regența Simeulue, Indonezia, pe 25 iulie, la o adâncime de 2 km.
- Un cutremur cu magnitudinea 6,7 pe scara Richter a zguduit Mauritius, pe 26 iulie, la o adâncime de 10 km.
- Un cutremur cu magnitudinea 6,5 pe scara Richter a zguduit Regiunea Noua Irlandă, Papua Noua Guinee, pe 28 iulie, la o adâncime de 50 km.

## August
- Un cutremur cu magnitudinea 6,0 pe scara Richter a zguduit Regiunea Ucayali, Peru, pe 2 august, la o adâncime de 153 km.
- Un cutremur cu magnitudinea 6,0 pe scara Richter a zguduit Regiunea Noua Irlandă, Papua Noua Guinee, pe 2 august, la o adâncime de 67 km.
- Un cutremur cu magnitudinea 6,2 pe scara Richter a zguduit Insulele Fox, Alaska, pe 10 august, la o adâncime de 10 km.
- Un cutremur cu magnitudinea 6,4 pe scara Richter a zguduit Provincia Azarbaidjanul de Est, Iran, pe 11 august, la o adâncime de 10 km. Potrivit Ministerului Sănătății, 306 persoane au fost ucise și 3.037 rănite. Patru sate au fost distruse și 60 au fost grav avariate.
- Un cutremur cu magnitudinea 6,3 pe scara Richter a zguduit Provincia Azarbaidjanul de Est, Iran, pe 11 august, la o adâncime de 10 km.
- Un cutremur cu magnitudinea 6,2 pe scara Richter a zguduit Provincia Xinjiang, China, pe 12 august, la o adâncime de 2 km.
- Un cutremur cu magnitudinea 7,7 pe scara Richter a zguduit Marea Ohotsk, pe 14 august, la o adâncime de 611 km.
- Un cutremur cu magnitudinea 6,3 pe scara Richter a zguduit Insula Sulawesi, Indonezia, pe 18 august, la o adâncime de 10 km. Șase persoane au fost ucise și cel puțin 43 rănite în zona epicentrală. Cel puțin 471 de case au fost distruse și 1.097 au fost avariate. Alunecările de teren au blocat accesul către 14 sate, iar mai multe drumuri și poduri au fost distruse.
- Un cutremur cu magnitudinea 6,2 pe scara Richter a zguduit coasta de nord a insulei Noua Guinee, pe 19 august, la o adâncime de 80 km.
- Un cutremur cu magnitudinea 6,6 pe scara Richter a zguduit Marea Molucelor, pe 26 august, la o adâncime de 80 km.
- Un cutremur cu magnitudinea 7,4 pe scara Richter a zguduit El Salvador, pe 27 august, la o adâncime de 25 km.
- Un cutremur cu magnitudinea 6,7 pe scara Richter a zguduit Insula Jan Mayen, pe 30 august, la o adâncime de 2 km.
- Un cutremur cu magnitudinea 7,6 pe scara Richter a zguduit Insula Mindanao, pe 31 august, la o adâncime de 20 km. O persoană a fost ucisă și una rănită la Cagayan de Oro. Mai multe drumuri și poduri au fost avariate, iar pene de curent au avut loc în mai multe orașe.

## Septembrie
- Un cutremur cu magnitudinea 6,3 pe scara Richter a zguduit sudul insulei Java, Indonezia, pe 3 septembrie, la o adâncime de 10 km.
- Un cutremur cu magnitudinea 6,0 pe scara Richter a zguduit Insulele Santa Cruz, pe 5 septembrie, la o adâncime de 20 km.
- Un cutremur cu magnitudinea 7,6 pe scara Richter a zguduit Costa Rica, pe 5 septembrie, la o adâncime de 40 km. O persoană a fost ucisă, iar alta a murit de un atac de cord. Câteva case s-au prăbușit, un pod a fost avariat și alunecări de teren au avut loc în zona epicentrală.
- Un cutremur cu magnitudinea 5,6 pe scara Richter a zguduit Provincia Yunnan, pe 7 septembrie, la o adâncime de 10 km. Cel puțin 81 de persoane au fost ucise, 821 de persoane rănite, 37.000 de clădiri distruse, 133.000 de case avariate, alunecări de teren și pene de curent a avut loc în zona epicentrală.
- Un cutremur cu magnitudinea 6,0 pe scara Richter a zguduit Provincia Papua, Indonezia, pe 8 septembrie, la o adâncime de 10 km.
- Un cutremur cu magnitudinea 6,2 pe scara Richter a zguduit Insulele Mentawai, Indonezia, pe 14 septembrie, la o adâncime de 30 km.
- Un cutremur cu magnitudinea 6,3 pe scara Richter a zguduit Golful California, pe 25 septembrie, la o adâncime de 10 km.
- Un cutremur cu magnitudinea 6,4 pe scara Richter a zguduit Insulele Andreanof, Alaska, pe 26 septembrie, la o adâncime de 10 km.
- Un cutremur cu magnitudinea 6,0 pe scara Richter a zguduit Insulele Solomon, pe 27 septembrie, la o adâncime de 10 km.
- Un cutremur cu magnitudinea 7,2 pe scara Richter a zguduit Columbia, pe 30 septembrie, la o adâncime de 149 km.

## Octombrie
- Un cutremur cu magnitudinea 6,1 pe scara Richter a zguduit coasta de est a insulei Honshu, Japonia, pe 1 octombrie, la o adâncime de 10 km.
- Un cutremur cu magnitudinea 6,3 pe scara Richter a zguduit Marea Banda, pe 8 octombrie, la o adâncime de 10 km.
- Un cutremur cu magnitudinea 6,4 pe scara Richter a zguduit Insulele Balleny, pe 9 octombrie, la o adâncime de 2 km.
- Un cutremur cu magnitudinea 6,6 pe scara Richter a zguduit coasta de sud a Provinciei Papua, Indonezia, pe 12 octombrie, la o adâncime de 10 km.
- Un cutremur cu magnitudinea 6,1 pe scara Richter a zguduit Marea Celebes, pe 17 octombrie, la o adâncime de 342 km.
- Un cutremur cu magnitudinea 6,2 pe scara Richter a zguduit Vanuatu, pe 20 octombrie, la o adâncime de 40 km.
- Un cutremur cu magnitudinea 6,0 pe scara Richter a zguduit Insulele Izu, Japonia, pe 23 octombrie, la o adâncime de 446 km.
- Un cutremur cu magnitudinea 6,4 pe scara Richter a zguduit Costa Rica, pe 24 octombrie, la o adâncime de 20 km.
- Un cutremur cu magnitudinea 5,3 pe scara Richter a zguduit Regiunea Calabria, Italia, pe 25 octombrie, la o adâncime de 5 km. O persoană a murit de atac de cord în Cosenza.
- Un cutremur cu magnitudinea 7,7 pe scara Richter a zguduit Insulele Reginei Charlotte, Columbia Britanică, pe 28 octombrie, la o adâncime de 10 km.
- Un cutremur cu magnitudinea 6,4 pe scara Richter a zguduit Insulele Reginei Charlotte, Columbia Britanică, pe 28 octombrie, la o adâncime de 10 km.
- Un cutremur cu magnitudinea 6,2 pe scara Richter a zguduit Insulele Reginei Charlotte, Columbia Britanică, pe 30 octombrie, la o adâncime de 10 km.

## Noiembrie
- Un cutremur cu magnitudinea 6,0 pe scara Richter a zguduit Insula Mindanao, Filipine, pe 2 noiembrie, la o adâncime de 60 km.
- Un cutremur cu magnitudinea 7,3 pe scara Richter a zguduit Guatemala, pe 7 noiembrie, la o adâncime de 30 km. Cel puțin 39 de persoane au fost ucise, 155 rănite și zeci de clădiri au fost avariate în Quetzaltenango și San Marcos.
- Un cutremur cu magnitudinea 6,2 pe scara Richter a zguduit Insula Vancouver, Columbia Britanică, pe 8 noiembrie, la o adâncime de 10 km.
- Un cutremur cu magnitudinea 6,0 pe scara Richter a zguduit Regiunea Ucayali, Peru, pe 10 noiembrie, la o adâncime de 100 km.
- Un cutremur cu magnitudinea 6,8 pe scara Richter a zguduit Myanmar, pe 11 noiembrie, la o adâncime de 10 km.
- Un cutremur cu magnitudinea 6,4 pe scara Richter a zguduit Guatemala, pe 11 noiembrie, la o adâncime de 30 km.
- Un cutremur cu magnitudinea 6,3 pe scara Richter a zguduit Golful Alaska, pe 12 noiembrie, la o adâncime de 2 km.
- Un cutremur cu magnitudinea 6,0 pe scara Richter a zguduit Regiunea Aysén, Chile, pe 13 noiembrie, la o adâncime de 10 km.
- Un cutremur cu magnitudinea 6,1 pe scara Richter a zguduit Regiunea Atacama, Chile, pe 14 noiembrie, la o adâncime de 60 km.
- Un cutremur cu magnitudinea 6,0 pe scara Richter a zguduit statul México, Mexic, pe 15 noiembrie, la o adâncime de 60 km.
- Un cutremur cu magnitudinea 6,5 pe scara Richter a zguduit Insulele Kurile, Rusia, pe 16 noiembrie, la o adâncime de 5 km.
- Un cutremur cu magnitudinea 6,0 pe scara Richter a zguduit coasta de nord a insulei Noua Guinee, pe 29 noiembrie, la o adâncime de 10 km.

## Decembrie
- Un cutremur cu magnitudinea 6,4 pe scara Richter a zguduit Vanuatu, pe 2 decembrie, la o adâncime de 29 km.
- Un cutremur cu magnitudinea 5,6 pe scara Richter a zguduit Provincia Horasanul de Sud, Iran, pe 5 decembrie, la o adâncime de 10 km. Cel puțin nouă persoane au fost ucise.
- Un cutremur cu magnitudinea 7,3 pe scara Richter a zguduit coasta de est a insulei Honshu, Japonia, pe 7 decembrie, la o adâncime de 30 km. Un mic tsunami de 1 m înălțime a fost înregistrat. Trei persoane au fost confirmate decedate.
- Un cutremur cu magnitudinea 6,2 pe scara Richter a zguduit coasta de est a insulei Honshu, Japonia, pe 7 decembrie, la o adâncime de 30 km.
- Un cutremur cu magnitudinea 6,3 pe scara Richter a zguduit Insula de Nord, Noua Zeelandă, pe 7 decembrie, la o adâncime de 189 km.
- Un cutremur cu magnitudinea 7,1 pe scara Richter a zguduit Marea Banda, pe 10 decembrie, la o adâncime de 162 km.
- Un cutremur cu magnitudinea 6,0 pe scara Richter a zguduit Marea Molucelor, pe 11 decembrie, la o adâncime de 30 km.
- Un cutremur cu magnitudinea 6,4 pe scara Richter a zguduit coasta de vest a peninsulei Baja California, pe 14 decembrie, la o adâncime de 10 km.
- Un cutremur cu magnitudinea 6,0 pe scara Richter a zguduit Insulele Aleutine, Alaska, pe 15 decembrie, la o adâncime de 24 km.
- Un cutremur cu magnitudinea 6,1 pe scara Richter a zguduit Regiunea Noua Britanie, Papua Noua Guinee, pe 15 decembrie, la o adâncime de 52 km.
- Un cutremur cu magnitudinea 6,1 pe scara Richter a zguduit Insula Sulawesi, Indonezia, pe 17 decembrie, la o adâncime de 20 km.
- Un cutremur cu magnitudinea 6,7 pe scara Richter a zguduit Vanuatu, pe 21 decembrie, la o adâncime de 208 km.

## Imagini

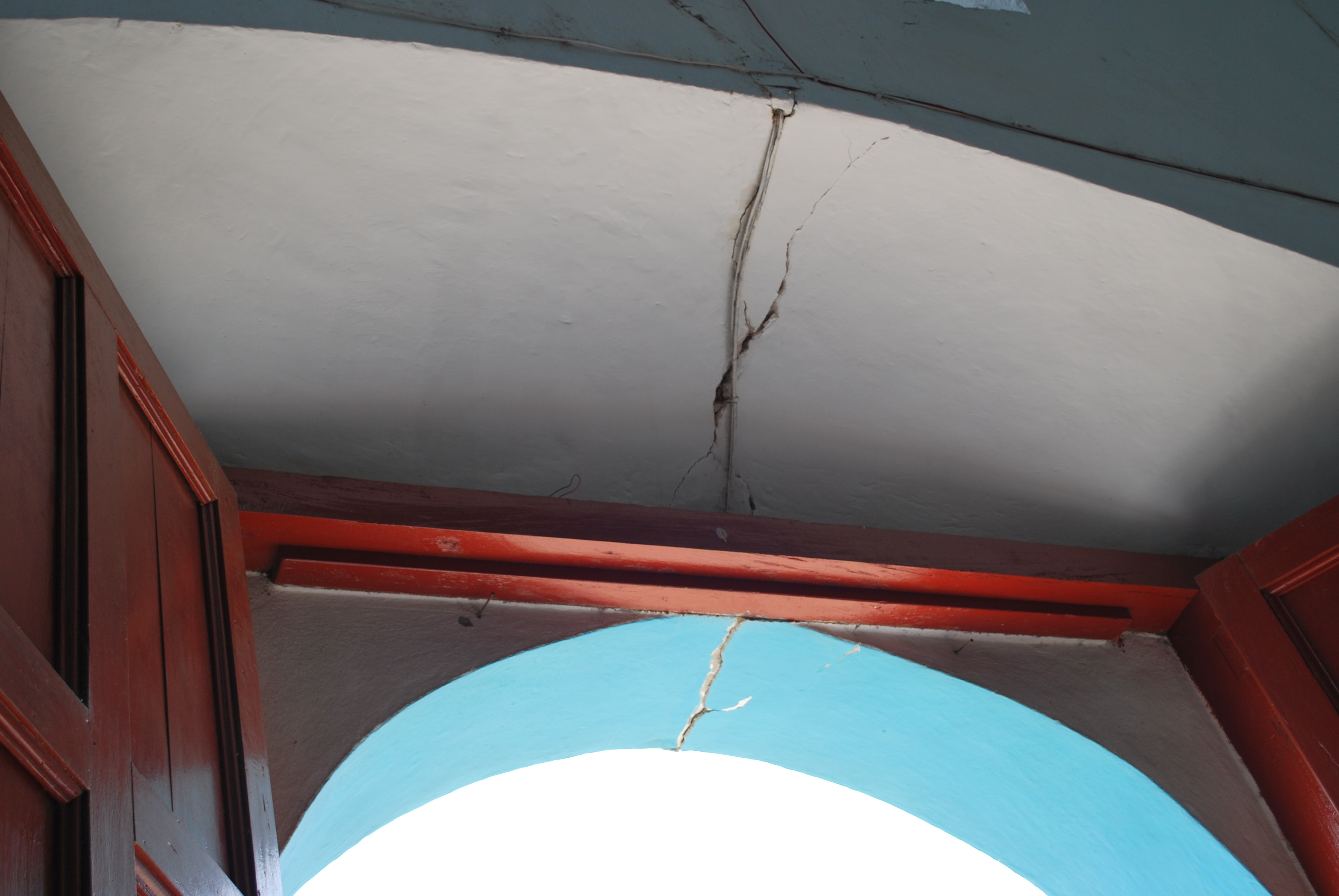
Guerrero, Mexic (7,4, 20 martie)
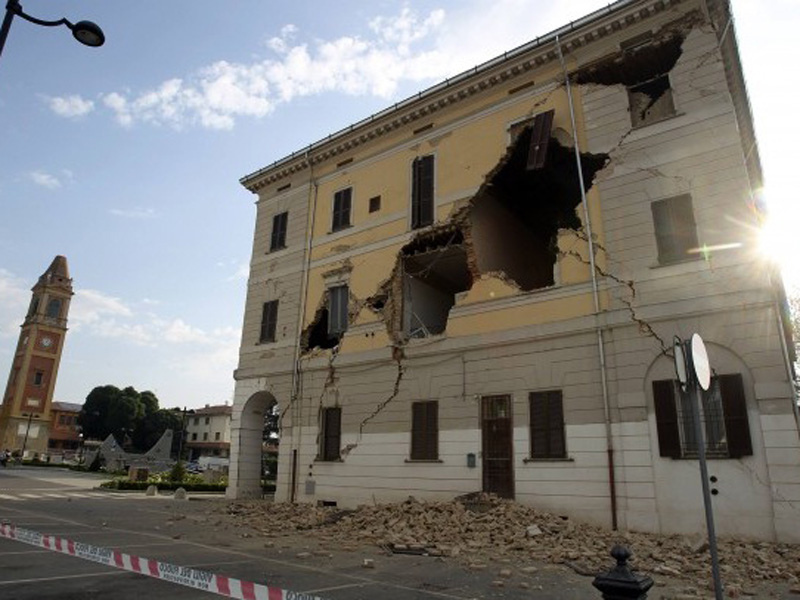
Emilia-Romagna, Italia (6,1, 20 mai)
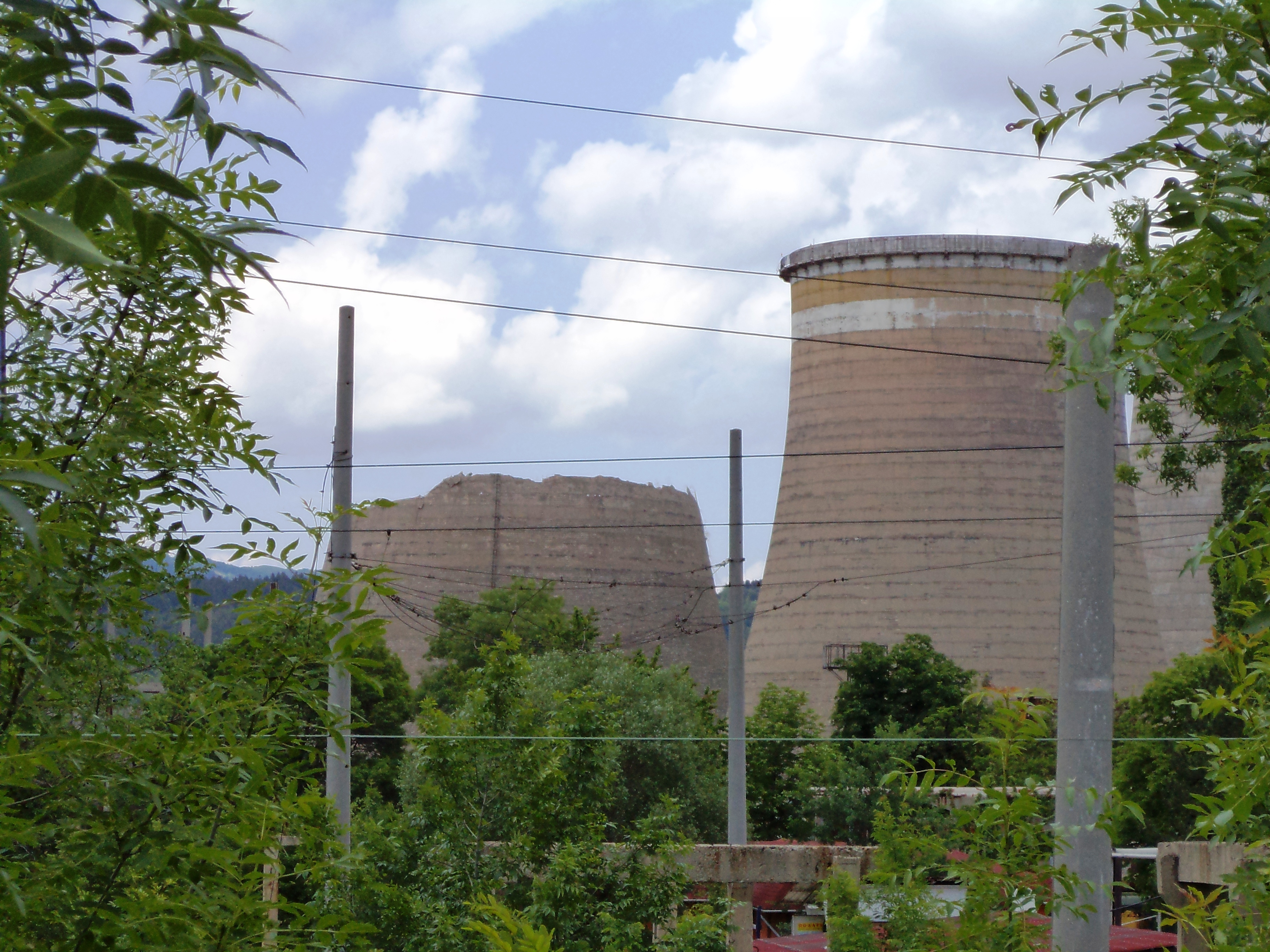
Pernik, Bulgaria (5,6, 22 mai)
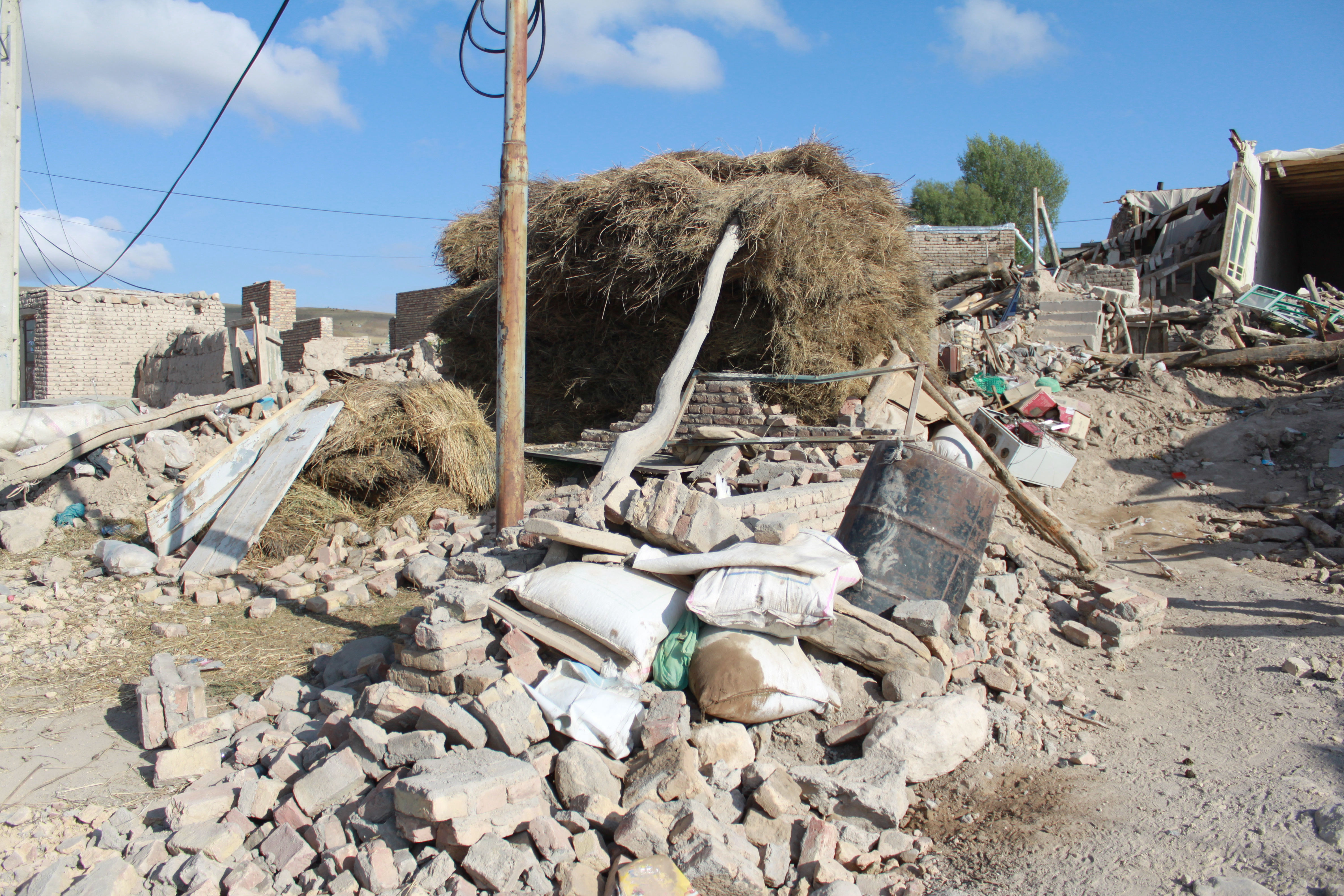
Azerbaidjanul de Est, Iran (6,4, 11 august)
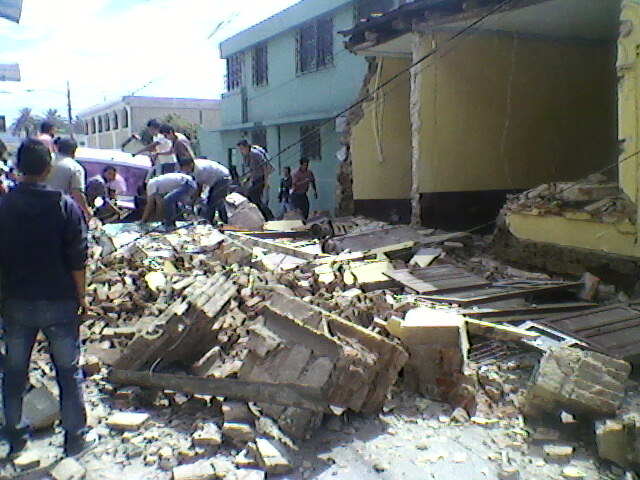
Guatemala (7,4, 7 noiembrie)